# 李昌焕
李昌焕（韩语： I Chang-hwan，1952年1月25日—），韩国男演员。

## 演艺经历
李昌焕毕业于韩国中央大学戏剧电影系，1976年以MBC第8期公开采用艺人的身份正式出道。因与韩国前总统朴正熙长相相似，李昌焕多次在影视作品中扮演朴正熙，被称为“朴正熙专门演员”。

## 影视作品

### 电视剧
- 《最后的证人》（1979年，MBC）
- 《田園日記》（1980年，MBC） - 李昌洙
- 《第1共和国》（1981年，MBC） - 无名記者、警察、柳泰夏
- 《第2共和国》（1989年，MBC） - 趙炳玉的秘书、居昌村村民、警察署长、朴炳權
- 《大院君》（1990年，MBC）- 崔濟愚
- 《黎明的眼睛》（1991年，MBC）- 李承晩
- 《第3共和国》（1993年，MBC）- 朴正熙（青年期）
- 《飞行员》（1993年，MBC）
- 《第4共和国》（1995年，MBC） - 朴正熙
- 《파랑새는 있다》（1997年，KBS）
- 《SBS 70분드라마 - 가방을 든 남자》（1997年，SBS）
- 《3金時代》（1998年，SBS） - 朴正熙
- 《野人時代》（2002年-2003年，SBS） - 朴正熙
- 《大长今》（2003年-2004年，MBC） - 朴元宗
- 《第5共和国》（2005年，MBC） - 朴正熙
- 《辛旽》（2005年，MBC）- 辛元静（辛旽生父，客串）
- 《朱蒙》（2006年-2007年，MBC） - 靺鞨族長
- 《김수환 추기경에 관한 마지막 보고서》（2009年，PBC）- 朴正煕
- 《龜巖許浚》（2013年，MBC）
- 《大韓民国政治秘史》（2013年，MBN） - 朴正煕
- 《MBC 釜（山）马（山）民主抗争 40周年特辑》（2019年，MBC）- 朴正煕

### 电影
- 《品行不良》（2002年）
- 《英語完全征服》（2003年）
- 《바리바리 짱》（2005年） - 大統領
- 《好好过日子》（2006年） - 朴正煕